# Colegio menor

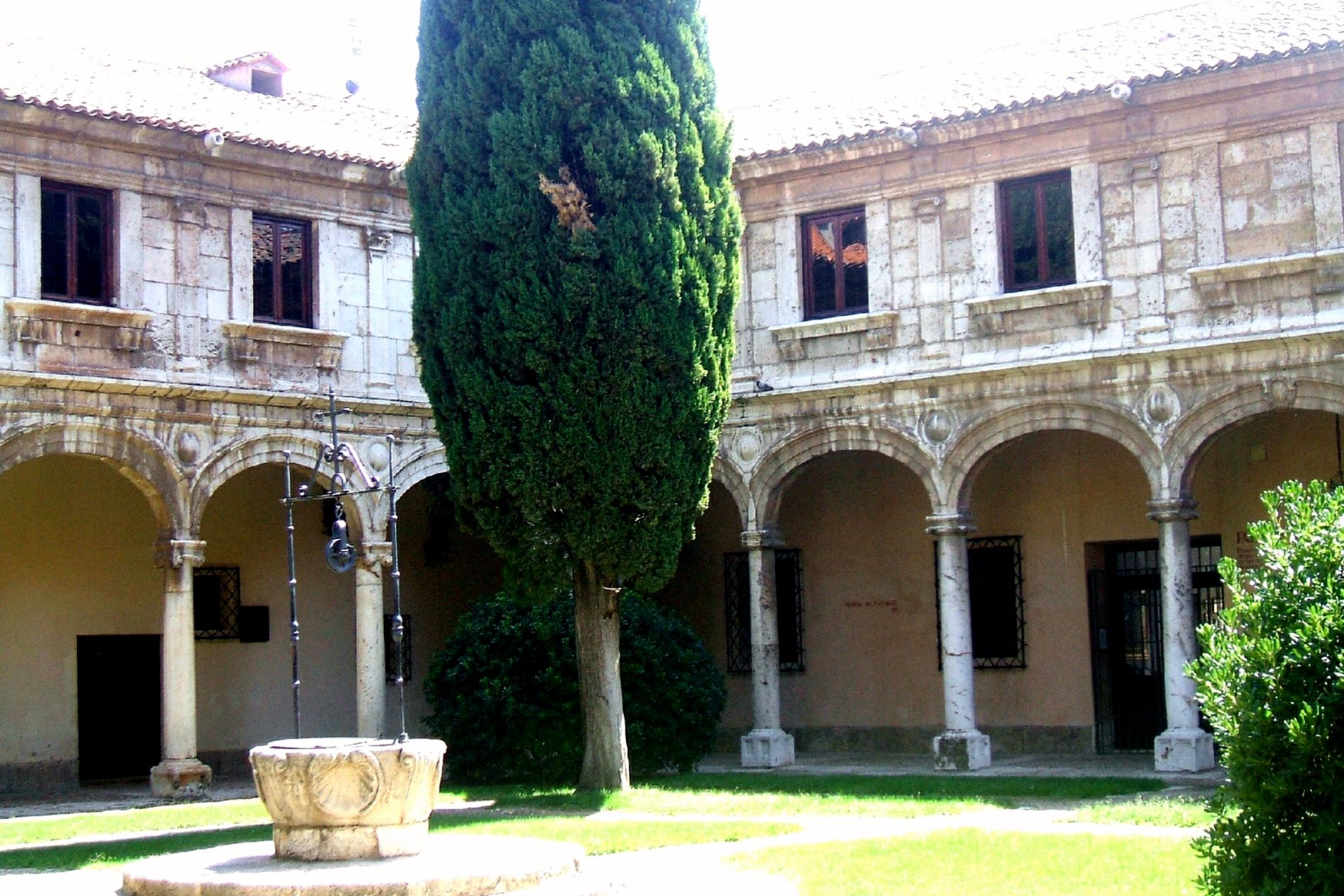
Colegio menor de San Jerónimo en la Universidad de Alcalá.

Entre los siglos XV y XIX se denominaron colegios menores a los que existían en las universidades, y daban la enseñanza que solamente permitía obtener una titulación menor: la de bachiller. Sin embargo, en sus constituciones y forma se parecían a los colegios mayores.
Un colegio mayor era una institución que impartía formación universitaria de grados mayores (licenciatura y doctorado), además de dar alojamiento a los estudiantes; algunos de los colegios mayores tenían adscrito uno o varios colegios menores, para que los estudiantes obtuvieran los grados menores. 
Fueron especialmente numerosos en Salamanca y Alcalá de Henares, entre las universidades españolas. Su regla era la fundación respectiva o las reformas que en determinadas épocas se habían hecho en ellas por disposiciones superiores. Algunos pretendían igualarse a los mayores, y llegaron a usar este mismo título, pero nunca se confundieron con ellos ni gozaron de su influencia y preeminencias; por lo que se les denominaba majores inter minores.
Los colegiales, aunque sujetos al régimen interior de sus respectivas casas y teniendo en ellas actos y ejercicios académicos, no estaban dispensados de asistir y ganar los cursos en las universidades en que recibían los grados mayores y menores.
Numerosas órdenes religiosas (jesuitas, dominicos, agustinos, franciscanos, etc.) fundaron este tipo de institución educativa, donde se formaban sus sacerdotes.